# دونالد جاي غروت
دونالد جاي غروت (بالإنجليزية: Donald Jay Grout)‏ هو عالم موسيقى أمريكي، ولد في 28 سبتمبر 1902 في روك رابيدز في الولايات المتحدة، وتوفي في 9 مارس 1987 في Skaneateles, New York ‏ في الولايات المتحدة.

## وصلات خارجية
- دونالد جاي غروت على موقع ميوزك برينز (الإنجليزية)